# Draconarius hangzhouensis
Draconarius hangzhouensis là một loài nhện trong họ Amaurobiidae.
Loài này thuộc chi Draconarius. Draconarius hangzhouensis được Jun Chen miêu tả năm 1984.